# Roztoka (Tarnów)
Pour les articles homonymes, voir Roztoka.
Roztoka est une localité polonaise de la gmina de Zakliczyn, située dans le powiat de Tarnów en voïvodie de Petite-Pologne.